# Вајтефелд
Вајтефелд (њем. Weitefeld) општина је у њемачкој савезној држави Рајна-Палатинат. Једно је од 119 општинских средишта округа Алтенкирхен (Вестервалд). Према процјени из 2010. у општини је живјело 2.437 становника. Посједује регионалну шифру (AGS) 7132113.

## Географски и демографски подаци
Вајтефелд се налази у савезној држави Рајна-Палатинат у округу Алтенкирхен (Вестервалд). Општина се налази на надморској висини од 466 метара. Површина општине износи 8,5 km². У самом мјесту је, према процјени из 2010. године, живјело 2.437 становника. Просјечна густина становништва износи 287 становника/km².